# Sinecismo
Sinecismo (do grego synoikismós: fusão) é a estratégia de pequenas comunidades se unirem em uma maior  por motivos defensivos, substituindo totalmente as pequenas; processo que na Grécia antiga levou à formação da pólis.